# バドメ
バドメ（ティグリニャ語：ባድሜ、英語：Badme）は、アフリカの角にあるエリトリアとエチオピアの領土問題の焦点となっている町。エリトリアはバドメについてガシュ・バルカ地方に属すると、エチオピアはティグレ州の一部だと主張している。この紛争は、1998年から始まったエチオピア・エリトリア国境紛争より続いている。現在、この町はエチオピアに管理されている。

## 紛争地区
エチオピアとエリトリアの国境は、1902年のエチオピア＝イタリア条約によって定められた。そのとき、イタリアはエリトリアを植民地として統括した。しかし、バドメ付近の国境は条約では充分には定められていなかった。1993年にエリトリアが独立した際、そのあたりの国境が実際にはどこなのかということが問題視されるようになった。バドメの町は、1977年11月にティグレ人民解放戦線（TRLF）（エチオピアの与党連合エチオピア人民革命民主戦線（EPRDF）を構成する政党）からエリトリア人民解放戦線（EPLF）（エリトリアを支配する民主正義人民戦線（PFDJ）の前身）へ譲られた。
2000年にエチオピアとエリトリアは、ハーグの国境委員会に国境問題の調停を依頼し、アルジェで調印した。その条約では、国境委員会の結論がいかなる内容でも、両国は従うというものだった。2002年に国境委員会は正式に結論を下した。その内容は、バドメのほとんどの住民が自らがエチオピア国民であると考えているにもかかわらず、バドメはエリトリアの領域だというものだった。
Sudan Tribune は2005年1月にバドメの住民たちが5月に行われるエチオピアの選挙に投票するために登録したと報道した。しかしエチオピアがハーグの審議の間に何百人もの住民をバドメに移したとも報道された。
アルジェでどんな結論でも同意すると約束していたにもかかわらず、エチオピアは国境委員会が確立した国境に対して拒否した。その結果、何千もの住民が難民キャンプに取り残され、戦争が再開される可能性は残っている。
エリトリアとエチオピアの国境紛争地域は、他にツォロナ・ザランベッサ、ブレがある。

## 人口統計
2005年にエチオピア中央統計局は、この町の全人口は1,563人（うち男性834人、女性729人）と発表した。
1994年のエチオピアの国勢調査では、全人口は892人（うち男性444人、女性448人）だった。エリトリア人の人口は不明。